# Barr Castle (East Ayrshire)

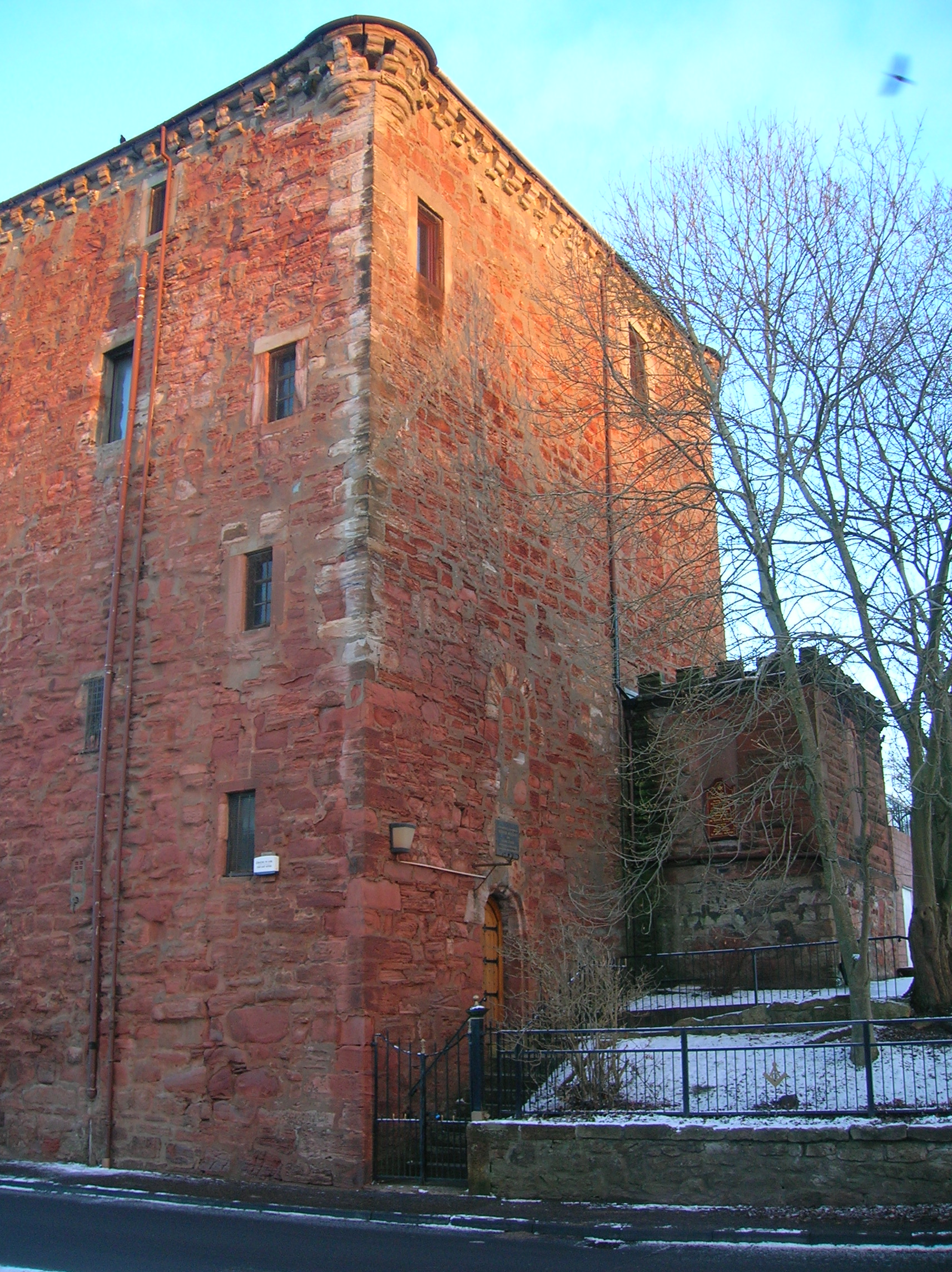
Barr Castle von Südwesten

Barr Castle ist eine Turmburg in Galston in der schottischen Council Area East Ayrshire.

## Beschreibung
Der fünfstöckige, rote Sandsteinturm steht auf einem felsigen Hügel in der Nähe des Baches Burn Anne auf dem Stadtgebiet. Er wurde auch Lockhart’s Tower genannt.
Der Eingang zu Barr Castle befindet sich im ersten Obergeschoss. Eine Treppe führt dort hinauf. Der Turm hat ein praktisches, wenn auch nicht originales, Dach, das den Blick auf die durchgehend von Konsolen gestützte Brüstung nicht verwehrt. Die unteren Teile der vier Ecktürme sind noch erkennbar.
Obwohl der ursprüngliche Charakter des Gebäudes durch die späteren Umbauten verloren ging, hat Historic Scotland die Burg als historisches Bauwerk der Kategorie B gelistet.

## Geschichte

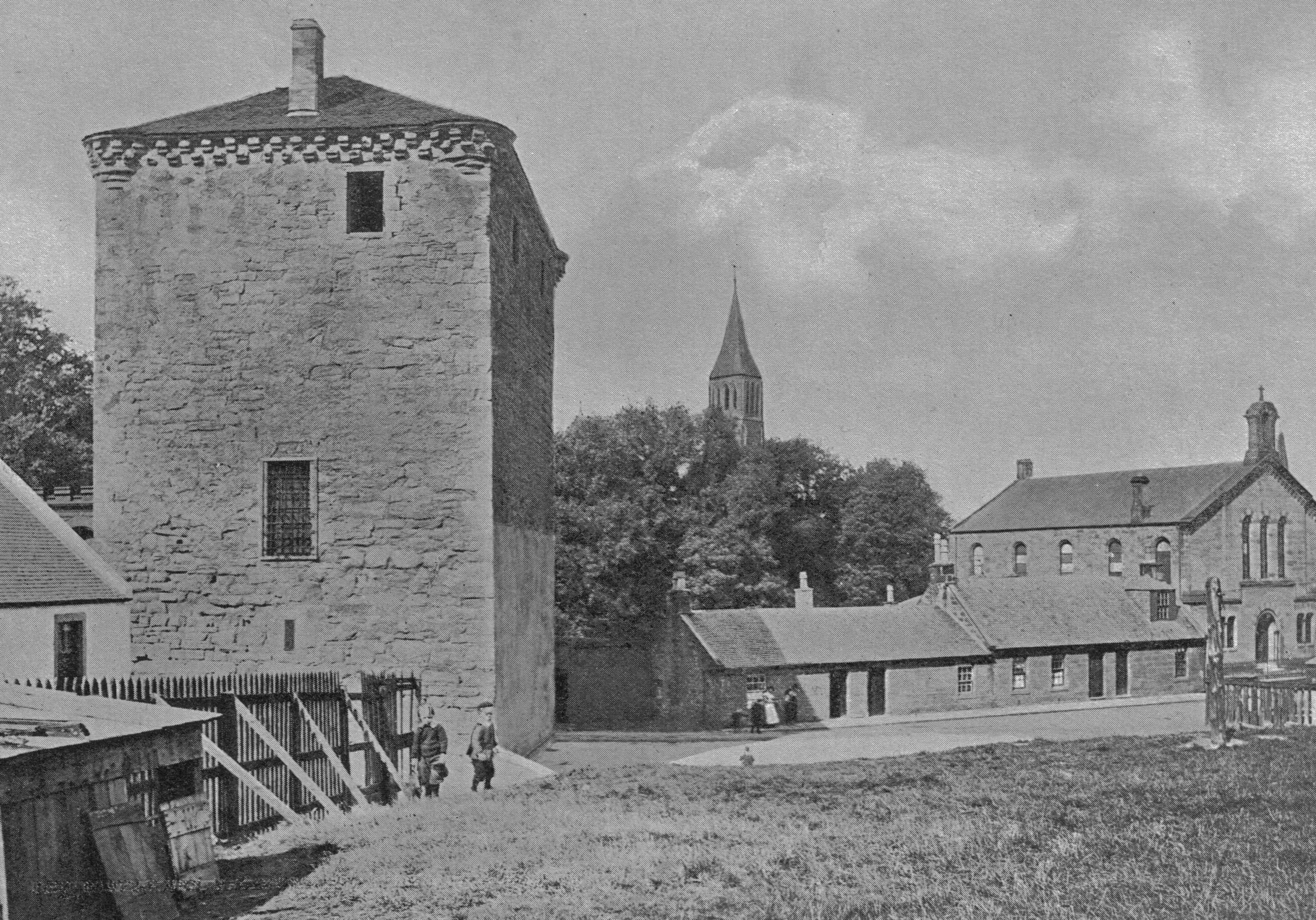
Barr Castle im Jahre 1900

Barr Castle wurde vermutlich im 15. Jahrhundert zur Kontrolle der nahegelegenen Zugangsstellen zum Tal des Irvine errichtet.
Die Burg wurde für die Familie Lockhart, Inhaber der Baronie von Galston und entschiedene Gegner des katholischen Bekenntnisses, erbaut. 1670 kauften die Campbells vom nahegelegenen Cessnock Castle das Anwesen. Die Turmburg dient heute einer Freimaurerloge und ist von Zeit zu Zeit auch öffentlich zugänglich.
William Wallace soll in dem Turm vor englischen Soldaten, die ihn verfolgten, Zuflucht gefunden haben. Er entkam schließlich der Belagerung, indem er einen überhängenden Baum hinunterkletterte.
In einer alten Charta vom 12. März 1438 verpflichtete sich John Lockhart, Lord of Barr, eine jährliche Summe an den Kaplan für die Lesung von drei Messen pro Jahr für seine Seele am Altar der Kirche St. Peter in Ardrossan zu zahlen.
Im August 1528 entführte James Campbell aus Lochlee Alexander Pawtown aus Mauchline und sperrte ihn fünf Tage lang in das Verlies („Spelunca“) des Turms von Galston ein, um die Summe von 20 £ zu erpressen.
Der bekannte Reformer und protestantische Märtyrer George Wishart predigte 1545 in Barr Castle, und 1556 predigte John Knox ebenfalls dort. Beide befanden sich unter dem Schutz von John Lockhart, Lord of Barr, und seinen Glaubensgenossen.